# RORO선

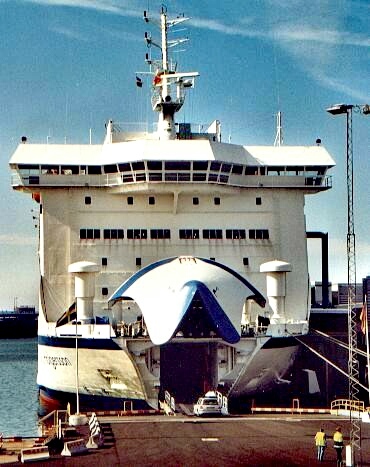
RORO선

RORO선(Ro-ro ship, Roll-on/roll-off)은 화물을 적재한 트럭이나 트레일러 또는 일반 차량을 수송하는 화물선으로, 별도의 크레인을 이용하지 않고 차량들이 자가 동력으로 직접 승·하선할 수 있는 선박을 말한다.

## 특징
RORO선은 일반 화물선과 달리 전복되기 쉬운 구조로, 1997년 당시 UN의 산하 기관인 IMO에서도 이미 위험성을 지적하고 있는 것으로 알려져 왔다.

## 같이 보기
- 세월호
- RORO선 사고 목록